# Brian Scalabrine
Brian David Scalabrine (Long Beach, Califòrnia, 18 de març de 1978), és un jugador de bàsquet professional estatunidenc de l'NBA. Fa 2,06 metres i juga d'aler pivot. El seu darrer equip a la lliga estatunidenca foren els Chicago Bulls.